# لا کروز (شیلی)
لا کروز (به اسپانیایی: La Cruz) یک شهرستان در شیلی است که در کیوتا واقع شده‌است. لا کروز ۷۸٫۲ کیلومتر مربع مساحت و ۱۷٬۳۱۰ نفر جمعیت دارد و ۵۴۳ متر بالاتر از سطح دریا واقع شده‌است.